# Edgeley
Edgeley è un centro abitato (city) degli Stati Uniti d'America, situato nella Contea di LaMoure, nello Stato del Dakota del Nord. Nel censimento del 2000 la popolazione era di 637 abitanti. La città è stata fondata nel 1886.

## Geografia fisica
Secondo i rilevamenti dell'United States Census Bureau, la località di Edgeley si estende su una superficie di 1,90 km², tutti occupati da terre.

## Popolazione
Secondo il censimento del 2000, a Edgeley vivevano 637 persone, ed erano presenti 162 gruppi familiari. La densità di popolazione era di 336 ab./km². Nel territorio comunale si trovavano 336 unità edificate. Per quanto riguarda la composizione etnica degli abitanti, il 99,37% era bianco e lo 0,67% apparteneva a due o più razze. La popolazione di ogni razza ispanica corrispondeva allo 0,63%.
Per quanto riguarda la suddivisione della popolazione in fasce d'età, il 21,7% era al di sotto dei 18, il 3,6% fra i 18 e i 24, il 21,4% fra i 25 e i 44, il 23,1% fra i 45 e i 64, mentre infine il 30,3% era al di sopra dei 65 anni di età. L'età media della popolazione era di 47 anni. Per ogni 100 donne residenti vivevano 85,7 maschi.